# 全斗煥
全斗煥（韩语：／；1931年3月6日—2021年11月23日），号日海（일해），本贯完山全氏，大韓民國第11、12任總統，韓國陸軍退役軍官（上將军衔）。
全斗煥1931年3月6日（阴历正月十八日）生于今韩国慶尚南道陝川郡的一个农民家庭，1955年9月从韓國陸軍士官學校毕业后，以少尉身份入伍，曾两次派赴美国接受军事培训。1961年五一六军事政变时，全斗煥积极支持朴正熙，成为朴正熙的亲信，先后担任中央情报部人事課长、第一空降兵副团长、首都警备司令部第30警备營任中校營长、陆军参谋长首席副官、陆军第9师第29团团长、特戰司令部第1空降旅旅长、总统警护室作战助理次长、第1步兵師师长、国军保安司令部司令官等职。朴正熙遇刺之後，全斗焕透過雙十二政變奪权，后成为韩国总统。
全斗焕奉行新军人权威主义的独裁统治，镇压民主运动。不过在他执政期间，韩国经济保持了很好的发展态势，经济结构得到改善，国际收支轉虧為盈，中产阶级得到壮大。朝鲜半岛南北关系在全斗焕执政期间有些实际性发展，双方于1984年首次进行了南北离散家庭团聚会。全斗焕执政期间的韩美关系和韩日关系得到加强与改善。美国取消了卡特政府提出的驻韩美军撤離计划，并继续帮助韩国实现军事现代化。韩日國家領導人实现了首次互访。此外，全斗焕政府还积极发展与欧洲传统友好国家，以及与东盟、非洲、中东的外交关系，使韩国国际地位得到提升。
1987年韩国爆发大规模六月民主运动后，全斗焕接受了其接班人卢泰愚的总统直选提案。1996年8月26日，全斗焕在金泳三执政期间因镇压光州民主化运动和贪污罪被首尔地方刑事法院一审判处死刑并罚款2205亿韩元，后于1996年12月被首尔高等法院改判为无期徒刑；1997年12月20日，在金大中的建議下被金泳三赦免。

## 早年

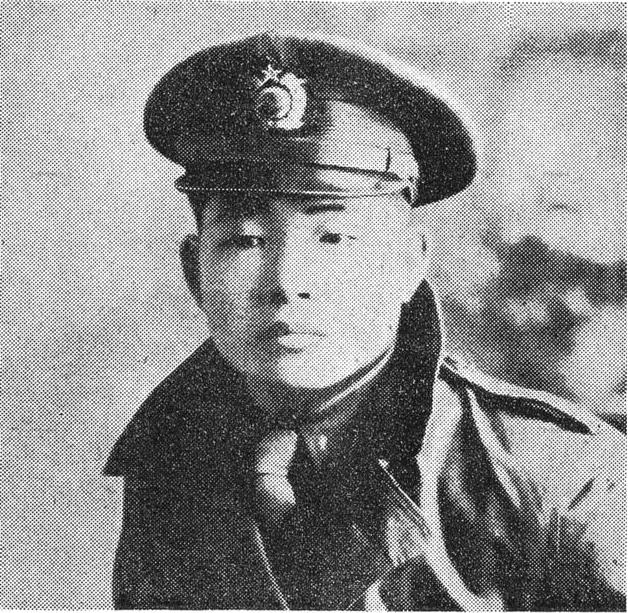
1955年的全斗焕

1931年3月6日，全斗煥出生于日治朝鲜庆尚南道陝川郡的一个农民家庭。其父全祥佑接受過儒學教育，曾任村长。1939年，全祥佑为了帮助村内参与赌博的村民提供债务保证，当掉了祖传的土地。在他在要回土地的过程中遭到日本人巡查部长的阻挠。同年冬天，全祥佑在将那位巡查部长推下悬崖，然后携全家逃亡满洲国吉林省，两年后才返回朝鮮。全斗焕的小学毕业时间因此比同龄人晚了两三年。
1947年，全斗煥进入大邱工业中学，年纪依然比同班同学大，学习成绩也不好。由于是战争时期，学校也经常停课。1951年10月，全斗焕从大邱工业中学毕业，之后报考了韩国陆军士官军校。由于學業成績差，他首次报考考试没有通过，后经补考于1952年1月成为陆军士官军校第11期学员。1955年9月他从陆军士官学校毕业后，以少尉身份入伍，在韩朝军事分界线前线当了几年的排长，1958年升为中尉。同年，他参加了刚刚组建的空降兵部队，次年被派往美国接受5个月的心理战教育，回国后于1959年1月与李圭东将军的女儿李顺子结婚。1960年，他作为韩国空降兵首批预备教官，再次被派往美国接受培训，受训回国后在首尔大学担任后备军官训练队教官。:276-278

## 政治军人

### 朴正熙时期

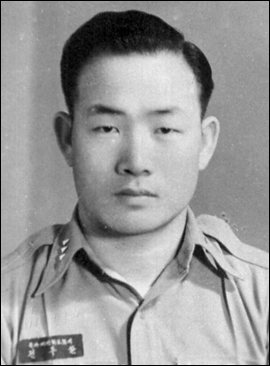
全斗焕上尉時期戎裝照

1961年五一六军事政变时，全斗煥积极支持朴正熙，成为朴正熙的亲信，號稱朴正熙的「養子」，被任命为国家重建最高会议长民情秘书官。朴正熙曾劝全斗焕进入政界，但他执意返回军队，升任为中央情报部人事課长，之后在被任命为第一空降兵副团长不久，又调到首都警备司令部第30警备營任中校營長，负责青瓦台的戍卫。1964年3月，全斗焕与卢泰愚等陆军官校11期同学成立秘密组织“一心會”，并任会长。“一心会”入会挑选严格，主要吸纳出身中南部地区、讲义气、能抱团的各期军校学员。利用自己接近朴正熙的有利条件，全斗焕积极为会员寻求发展，不惜自己出钱上下打点疏通关系，将一心会成员安排到各个重要部门。一心会也逐渐在军队中形成一个自上而下、盘根错节的社会关系网。:278-280
1969年12月，全斗焕被任命为陆军参谋长首席副官。次年11月，他担任号称白马部队的陆军第9师团第29团团长，赴越参战，期间获一枚武功勋章，1971年11月调回国任特戰司令部第1空降旅旅长。1973年，全斗焕晋升准将，是陆军官校11期毕业生中第一批成为将军的人。1976年6月，朴正熙委任他为总统警护室助理作战次长，再次将他安排到身边。期间，他又在陆军士官军校同期毕业生中率先晋升为少将。1978年1月，全斗焕被任命为第1步兵師师长。1979年3月，朴正熙将他破格提拨为一向由中将担任的国军保安司令部司令官，掌握重权。:280-282

### 政变掌权
1979年10月26日，朴正熙遇刺身亡。韩国政局动荡。同年12月12日，身為國軍保安司令、合同搜查本部长的全斗煥发动雙十二政變，逮捕陸軍參谋总长、戒嚴司令官鄭昇和上將，全面掌握军政大权於一身；1980年3月1日，全斗焕晋升为中将军衔；4月14日，全斗焕兼任中央情报部长，开创现役军人兼任中央情报部长的先例；5月17日，全斗煥宣布全國擴大戒嚴、派出空降部隊鎮壓5月18日爆發的光州民主化運動，並把異議政治家金大中、金泳三等人士拘捕入獄及软禁。“5·18”光州事件以后，以全斗焕为首的新军部势力通过國家保衛非常對策委員會完全控制了政局。8月16日，崔圭夏总统发表特别声明，表示辞去总统职务并通过统一主体国民会议来选举产生新的总统。8月21日，在全斗焕授意召开的全军主要指挥官会议上，做出“拥戴以救国之一念发挥卓越领导力来收拾国家危难并成为国内外瞩目的新时代、新历史之指导者的全斗焕将军为新的国家元首”的决议。8月27日，全斗焕操纵下举行的统一主体国民会议选举全斗焕为韩国第11届总统。9月1日，全斗煥宣誓就職成為第11屆大韓民國總統，正式展開其近八年的獨裁統治。

## 总统任期

### 内政

#### 新军人权威主义统治
1980年8月27日，全斗焕作为唯一总统候选人通过韩国国民议会间接选举成为韩国第11届总统。同年9月27日，全斗焕政府修改宪法将总统任期改为7年，但不得连任。在强行解散在野的民主共和党和新民党，并将金大中、金泳三等民主人士逮捕、驱逐出境后，全斗焕政府于10月22日举行了宪法修改案全民公投。10月27日，第五共和国根据通过的新宪法正式成立。1981年1月，全斗焕创建民主正义党，并任总裁。在同年2月11日根据新宪法举行的总统大选中，他以90.6%得票率的绝对多数当选为韩国第12届总统。其领导的民主正义党占据了国会多数议席。第五共和国期间，全斗焕政府内阁改组频繁，一共改组了22次，内阁成员的平均任期仅8个月。:84-85:198-200
全斗焕的第五共和国与朴正熙的维新体制如出一辙，而且政府中军人出身的行政精英比例甚至比朴正熙时期还大，因此被称为“新军人威权主义”政府。根据宪法，国家的一切行政权力都集中在总统手中，总统具有行事非常措施、解散国会、实施国民公投等大权。总统是由政党或经法定人数的总统选举人团推荐后，通过这样的选举人团间接选举出来。不过，宪法同时也规定总统任期为7年，不可以连任。:85:199-200
在全斗焕执政期间，以金泳三和金大中为首的韩国在野党民主人士反对独裁，要求改宪的抗争一直不断。但全斗焕坚持在1988年奥运会之前不进行修宪，下届总统要通过间接选举产生。1987年6月，首尔大学学生朴钟哲被拷打致死，引发全国范围的大规模六月民主运动。迫于压力，全斗焕的接班人卢泰愚在同年6月29日发表了六二九宣言，同意总统直选。7月1日，全斗焕接受了卢泰愚的提议，并在10天后辞去了民正党总裁的职务。:88-89:204-212

#### 经济成就
1980年，韩国经济在朴正熙被暗杀后出现了6.2%的负增长，为朝鲜战争停战以来的首次。1979至1981年，韩国国际收支逆差累计141亿美元。全斗煥掌权后，从稳定物价，促进调整经济发展，改善收入分配三个方面来应对经济困境。全斗焕认为房地产投机是当时韩国通货膨胀的根源。他对所有土地进行管控，从源头上遏制房地产投机，并严格制定公寓购买制度，有效地防止了韩国重蹈日本式的“泡沫经济”。在促进调整经济发展方面，全斗焕政府提出“在效率和均衡的基础上，促进经济发展，增进国民福利”。五五经济发展计划将经济调整作为中心任务，并确立了“民间主导、稳定发展、自由竞争”的经济发展战略。韩国经济产业结构较以往得到优化，电子、半导体、汽车等产业发展迅猛。在改善民生和收入分配方面，全斗焕政府加大了对教育研发、医疗保险、城市住房、卫生防疫、乡村建设、工资福利等方面的投入。1986年，韩国的储蓄率有史以来首次超过投资率，本国资本迅速积累，中产阶级迅速壮大，社会分配更加平等。1988年，韩国失业率下降到2.5%的前所未有低水平，通货膨胀也由1980年的29%，下降至个位数。1986年开始，全斗焕政府借助国际市场“三低”有利因素使国际收支经常性账目保持平衡。1986年，韩国成功举行亚运会后，又于1988年成功举行了奥运会。:170-173:55

### 外交

#### 韩朝关系
执政期间，全斗焕曾多次建议举行南北首脑会谈，但朝鲜劳动党总书记金日成认为他是镇压民主运动的杀人魔鬼而拒绝和他会谈。1983年，全斗焕访问缅甸期间发生仰光爆炸事件。韩方认为朝鲜是背后主谋，而朝鲜则说是韩国为入侵朝鲜寻找借口而实施的“苦肉计”，双方矛盾一度十分尖锐。1984年8月底，韩国多地暴雨成灾，20余万人无家可归。同年9月8日，朝鲜红十字会宣布向南方援助7200吨大米、50万米布、10万吨水泥和大量药品，得到韩国接受，实现了朝鲜战争停战以来三八线两侧的第一次物资流动，也缓解了南北方的对峙紧张气氛。1985年5月27日，双方红十字会时隔12年在首尔举行了双方红十字会第八次会谈。1985年9月，双方首次进行了南北离散家庭团聚会。1985年10月17日，全斗焕派安全企划部长官张世东为特使秘密访问平壤，双方就南北首脑会晤达成一致。1986年1月18日，韩方宣布与美国进行联合军演，引起朝鲜强烈不满。不过双方两年后还是开始了双边贸易，贸易额一度达到1800万美元。1987年11月29日，大韩航空858号航班发生爆炸，机上115名乘客和机组人员全部遇难。韩方指责此次空难为朝鲜特工所为。这使得南北首脑会晤没能取得实质性进展。:232-233:248-219

#### 韩美关系

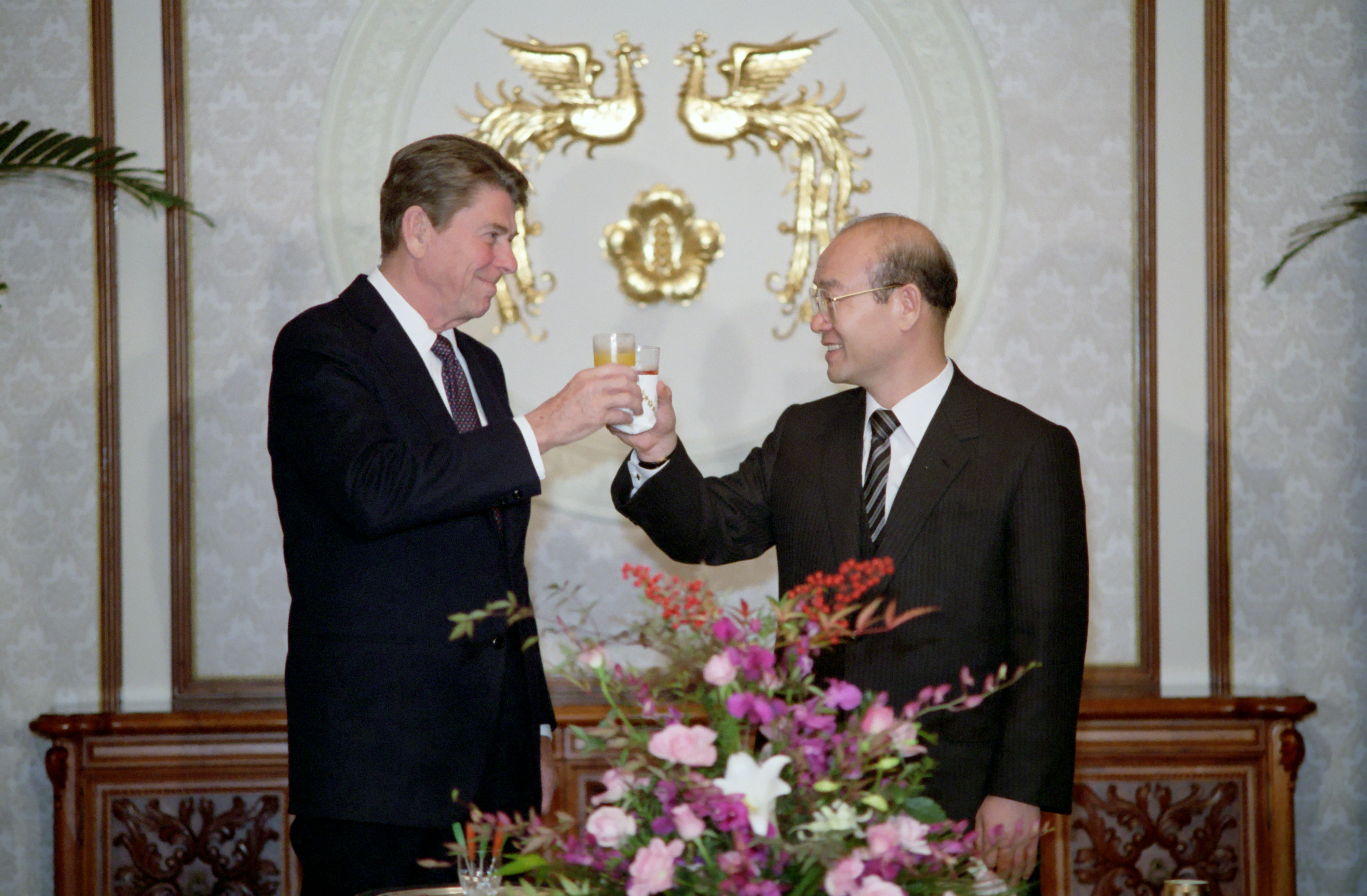
1983年全斗焕与美国总统罗纳德·里根于青瓦台

尼克松主义后，特别是在卡特政府时期韩美关系出现些波折，但两国依然维持盟友关系。1979年12月苏联入侵阿富汗以后，美国面重新认识到韩国在东北亚地区的重要性。双方为了各自利益而再次强化安保合作。1981年1月28日至2月7日访美期间，全斗焕向时任美国总统罗纳德·里根重申了韩美两国的军事同盟和伙伴关系，并阐明互不干涉各自内政问题。美方宣布取消卡特时代的撤出驻韩美军计划，并向韩方承诺将继续驻扎韩国并继续帮助韩军实现军事现代化。1983年，里根在第二次访问韩国时高度评价了韩国的重要战略地位。:230-231
全斗焕执政期间，韩国国内的反美情绪高涨。韩国社会阶层普遍认为全斗焕独裁政权的建立，以及对光州民主化运动的镇压有美方的纵容与支持。1980年12月，丁顺哲等天主教农民会会员纵火焚烧光州美国文化院，燃起韩国反美斗争的火焰。次年，釜山和光州的美国文化中心被韩国民众焚烧。1982年3月，韩国青年学生焚烧釜山美国文化院在社会产生很大影响。同年4月，江原大学发生焚烧星条旗事件；9月，大邱发生美国文化院爆炸事件。1985年5月，“三民斗”策划接管美国新闻处的图书馆，首尔的大学学生占领了美国文化中心，并开展谴责美国支持独裁政权的绝食斗争。1986年5月，釜山又出现韩国学生占领釜山美国文化中心的事件。:222-225

#### 韩日关系
受金大中绑架事件和文世光事件的影响，韩日关系出现一些波折。由于1980年对金大中的审讯与判决违背韩日关于金大中绑架事件政治解决方案，日本政府对此表示了批评。为加强美日韩同盟关系，美国敦促日本向韩国提供经济援助。由于日本在与韩国谈判中以历史教科书问题为筹码，双方谈判进展艰难。1982年11月27日中曾根康弘接任日本内阁总理大臣后，双方关系得到改善。1983年1月1日，中曾根康弘应全斗焕之邀访韩，成为首位访韩的日本首相。访韩期间，中曾根康弘代表日本政府首次以“谢罪”的心情就日本二战期间的侵略行为公开“反省”，并决定向韩国提供7年期总计40亿美元贷款的援助（总金额为1965年以来日本对韩投资总额的3倍，不过其中约3/4用于购买日本产品）。1984年9月6日，全斗焕对日本进行了回访，成为首位正式出访日本的韩国总统。访日期间，双方发表了《全斗焕—中曾根康弘共同声明》，使双方关系得到进一步加强。:231-232:225-227

#### 其它

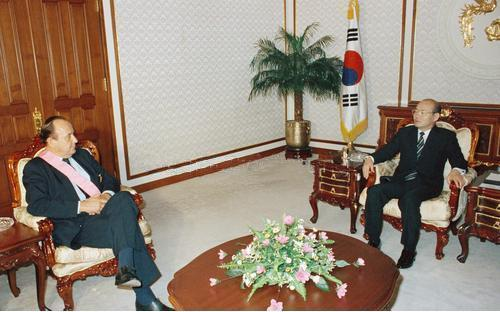
全斗焕与访韩的西德外长汉斯-迪特里希·根舍

1981年，韩国取得1988年奥运会举办权后，开始谋求与中华人民共和国和苏联改善关系。1983年5月发生中国民航客机被劫持到韩国事件后，全斗焕政府顶住中华民国的压力，对还未建交的中华人民共和国政府释放善意信号。1983年9月苏联击落韩国KAL007客机事件后，韩蘇关系一度中断。但1985年戈尔巴乔夫出任苏联共产党中央委员会总书记后，双边关系开始缓和。:234-235
全斗焕重视与西方国家的外交关系。执政期间他相继出访加拿大、法国、西德等韩国传统友好国家。与此同时，全斗焕政府还积极发展与世界其他国家的外交关系，除了出访印度尼西亚、马来西亚、菲律宾、新加坡、泰国东盟5国外，他还于1982年8月出访了肯尼亚、加蓬、尼日利亚、塞内加尔非洲4国，以扩大韩国的影响力，压制朝鲜在国际社会中的空间。1980年6月18日，韩国与阿拉伯联合酋长国正式建立外交关系，从而使韩国在中东地区的建交国数量超过朝鲜。与世界第三大产油国的建交也为韩国经济的发展提供了石油保障。在联合国“韩国问题”一贯保持中立的阿拉伯国家，此后开始在联合国支持韩国的立场。:235

## 卸任后

### 卢泰愚执政时期
1988年4月，全敬焕、全基焕、全宇焕、李昌硕等全斗焕的亲戚接连因贪腐被捕。全斗焕被迫于4月13日发表谢罪声明，并辞去一切公职。但愤怒的韩国民众要求政府惩罚光州事件的责任人，公布双十二政变和5·17事件真相。从11月3日开始，光州特别委员会和第五共和国特别委员会启动了现场电视直播的听证会，舆论更加沸腾。卢泰愚迫于压力让全斗焕发表谢罪声明并离开首尔。11月23日，全斗焕在私宅发表谢罪声明并捐出个人财产和剩余的政治资金139亿韩元后，携夫人李顺子隐居江原道百潭寺:234。1990年12月24日，卢泰愚表示希望全斗焕结束隐居。之后，全斗焕返回到首尔延禧洞的私宅。

### 金泳三执政时期
1995年11月16日，全斗焕和卢泰愚相继因筹集和侵吞秘密政治资金而被逮捕。卢泰愚秘密资金暴露后，金大中关于金泳三大选资金的讲话掀起了大选资金风波。1995年12月3日，金大中为首的在野党国民会议在汉城市内的一家公园举行有几万人参加的集会，公开要求金泳三政府彻底公开其大选资金内幕、惩罚当年镇压“5·18”光州民主运动的全斗焕、卢泰愚等人。在这样背景下，1995年12月19日，金泳三总统推动下国会通过了“5·18特别法”（即《5·18民主化运动等相关特别法》和《宪政秩序破坏犯罪公诉时效等相关特例法》），以特别法的形式解决了公诉时效问题，为审判全斗焕和卢泰愚两个前总统提供了法律依据。同时，“5·18特别法”还对“5·18”光州民主化运动的纪念事业、赔偿以及剥夺因镇压“5·18”光州民主运动而获得的奖励与勋章等作出了明确规定。
1996年8月26日，漢城地方法院（今首爾地方法院）以主动参与军事叛乱和内乱罪、谋杀上司未遂罪及受贿罪，判处全斗煥死刑。1997年4月17日，韓國大法院以軍事叛亂、內亂罪和貪污受賄罪，判處全斗煥無期徒刑和追繳2,205億韓元。

### 被特赦后
1997年12月20日，总统金泳三在征得候任总统金大中同意后赦免了全斗焕和卢泰愚，以期团结韩国各界共同应对亚洲金融危机。2001年12月，全斗焕受邀访问上海市和江苏省，2007年10月，他再次访华，并在北京市的人民大会堂会见全国政协主席贾庆林，贾庆林对他在任内对中韩关系改善做出的努力表示赞赏。此后，他到访江苏省扬州市并参观崔致远纪念馆。2011年9月，他出访了黑龙江省和山东省。
2013年6月，韩国国会通過媒體稱為《全斗煥追徵法》的《公務員犯罪相關沒收特例法》修訂案。同年7月16日，韓國檢察廳突擊搜索全斗煥在首爾西大門區延禧洞的住家以追討全斗煥收受賄賂的未繳罰款1672億韓元，並禁止全斗煥的長子全宰國、次子全在庸、長女全孝善出境。全斗焕以在受调查期间出现的失忆症状所引发的阿茲海默症为由拒绝出庭。然而在2013年他多次出席於公众场合参与活动，在2017年更是出版了回忆录。他在回忆录中提及了光州事件，并指责当初证言军部使用直升机对市民进行镇压的已故神父曹喆鉉为“骗子”，遭其遗族指控为损害死者名誉。2017年8月19日，光州地方法院判决禁止其继续出售回忆录。2018年5月，全斗焕再遭起诉。2019年3月11日，他在光州出庭。同年4月，他因光州事件再度被起訴，并于2020年4月27日第二次前往光州出庭。2020年11月30日，他第三次去光州出庭时被判有期徒刑8个月，延缓执行2年。检方认为判决过轻，提出上诉，但二审审理因全斗焕死亡而无限期推迟。

## 患病与去世
2021年8月9日，全斗焕在受审时因呼吸不畅中途退庭，随后在8月13日住入世福兰斯医院。8月21日，韩国媒体报导其罹患多發性骨髓瘤（Multiple Myeloma，血癌的一种）。
当地时间2021年11月23日早上8時55分，全斗煥在自宅病逝，享壽90歲，他的繼任者及戰友盧泰愚則在約一個月前去世。據韓聯社報導，全斗煥患有慢性疾病，該日早晨在延禧洞的家中昏倒後去世，其家人隨即向警方報案，警方也證實全斗煥過世，其遺體隨後被送往延世大學世福兰斯医院。

### 后事
由於全斗煥未曾就光州民主化運動時期造成大量平民傷亡道歉，同時對遇難者遺屬帶來難以治癒的傷痛，而且因內亂罪被判刑，青瓦台方面仅通过发言人表示“祈求前总统全斗焕的冥福”并慰问家属，并宣布没有送花圈和吊唁的计划。韩国政府也决定不举行国葬，全斗焕葬礼将以家族葬形式举行，政府方面不会提供协助，全斗煥也成為自韓國修訂國葬規範以來，首位未舉行國葬、政府也未派代表弔唁的前總統。韩国朝野各党派在全斗焕死后对其评价普遍不高，对吊唁和国葬等事宜也持消极态度。
全斗煥的出殯儀式於11月27日在首爾一所醫院的殯儀館低調舉行，僅50多名家人和親信出席。全斗煥在世時始終未為他血腥鎮壓「518光州民運」道歉，遺孀李順子在葬禮這天，終於代替丈夫「深深致歉，特別是向在他任內遭遇痛苦和身心受創的人」，李順子說，丈夫下台後，家人經歷了許多事情，「每當遇到那些事情，丈夫都會說全是自己的過錯、是自己無德。」這雖是全斗煥方面首次就歷史罪行公開道歉，但簡短的道歉聲明卻僅限於「任內」，未包括成為總統之前下令軍事鎮壓的光州事件，時任共同民主黨總統候選人李在明批評，這是「侮辱」光州人民；「518紀念基金會」說，李順子的道歉是「出於禮貌的無意義談話」，並無法安慰受難者。由於全斗煥的安葬地點尚未確定，其遺體於首爾瑞草區的追慕公園火化後，骨灰仍暫時安放家中。

## 家庭

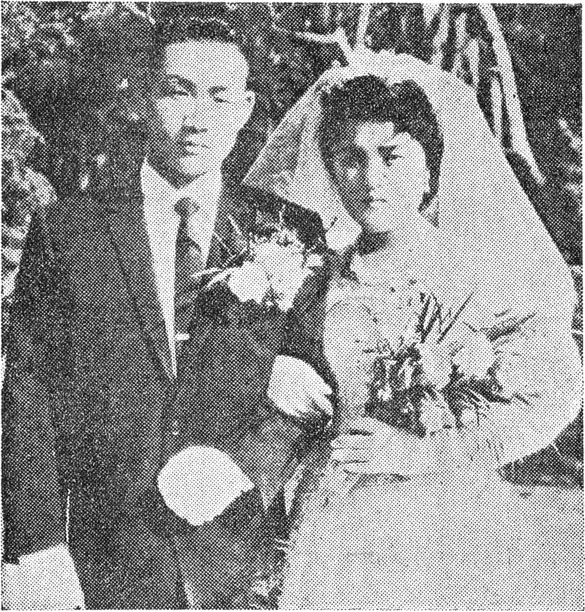
1958年全斗焕与李顺子结婚照

- 夫人李顺子：李圭东（朝鲜语：이규동 (1911년)）（1911－2001）之女
  - 长子全宰国（朝鲜语：전재국）（1959－）
  - 长女全孝善（朝鲜语：전효선）（1962－）
  - 次子全在庸（朝鲜语：전재용）（1964－）
  - 幼子全在滿（1971－）

## 選舉履歷
| 年度 | 選舉屆數       | 選舉區   | 所屬政黨   | 得票數 | 得票率 | 當選標記             | 備註                     |
| ---- | -------------- | -------- | ---------- | ------ | ------ | -------------------- | ------------------------ |
| 1980 | 第11屆總統選舉 | 大韓民國 | 無黨籍     | 2,524  | 99.37% |                      | 統一主體國民會議間接選舉 |
| 1981 | 第12屆總統選舉 | 大韓民國 | 民主正義黨 | 4,745  | 90.11% | 總統選舉人團間接選舉 |                          |

## 荣誉
- :
  -  无穷花大勋章
  -  建國勳章
  -  修交勋章（英语：Order of Diplomatic Service Merit）
  -  勤政勋章（英语：Order of Service Merit）
  -  保國勳章
  -  武功勋章
  -  国民勋章
  -  产业勋章（英语：Order of Industrial Service Merit）
  -  新乡村勋章（英语：Order of Saemaeul Service Merit）
- :
  -  莱拉乌达玛家族勋章（英语：Family Order of Laila Utama）
- 刚果民主共和国:
  -  国家豹勋章（英语：National Order of the Leopard）
- 马来西亚:
  -  王国皇冠勋章（英语：Order of the Crown of the Realm）(1981)[39]
- 巴基斯坦:
  -  尼山-巴基斯坦勋章（英语：Nishan-e-Pakistan）
- 泰國:
  -  皇室友谊勋章（英语：Order of the Rajamitrabhorn）(1981)[40]

## 流行文化
- MBC《第二共和国》《第三共和国》《第四共和国》，朴容植饰全斗焕
- MBC《第五共和国》，李德华饰全斗焕
- 《請回答1988》，对全斗焕有所提及
- 《26年》，电影中出现暗杀全斗焕的情节
- 《極速首爾》，電影影射了全斗煥為「地下社團的『獨裁者』」
- 《南山的部长们》，徐贤宇饰演全斗赫（原型为全斗焕）
- 《首爾之春》，黃晸珉饰演全斗光（原型为全斗焕）